# Scott Hamilton (rugby à XV)
Pour les articles homonymes, voir Hamilton et Scott Hamilton.

a Compétitions nationales et continentales officielles uniquement.

b Matchs officiels uniquement.
Dernière mise à jour le 12 septembre 2018.
Scott Hamilton, né le 4 mars 1980 à Christchurch (Nouvelle-Zélande), est un joueur de rugby à XV néo-zélandais, qui joue pour les All-Blacks en 2006. C’est un arrière ou ailier de 1,90 m et 96 kg.

## Biographie
Scott Hamilton joue pour les Crusaders dans le Super 14, la province de Canterbury dans la National Provincial Championship et pour son club de North Canterbury Glenmark.
Il est évolue ensuite avec Leicester Tigers de 2008 à 2015.

## Palmarès
- Nombre de tests avec les Blacks : 2
- Autres matchs avec les Blacks : 0
- Nombre total de matchs avec les Blacks : 2
- Points : 5 (1 essai)
- Première cape : 24 juin 2006
- Matchs avec les Blacks par année : 2 en 2006.

## Statistiques

### En équipe nationale
En 2006, Scott Hamilton compte 2 sélections avec les All-Blacks, inscrivant 5 points. Avec les Kiwis, il dispute une édition du Tri-nations en 2006.